# Alfred Clifford
Alfred „Al“ Hoblitzelle Clifford (* 11. Juli 1908 in St. Louis; † 27. Dezember 1992) war ein US-amerikanischer Mathematiker, der sich vor allem mit Halbgruppen befasste.

## Leben
Clifford wuchs in Kalifornien auf und studierte an der Yale University Mathematik mit dem Bachelor-Abschluss 1929. Er wurde 1933 bei Eric Temple Bell am Caltech promoviert mit einer Dissertation über Arithmetik und Idealtheorie abstrakter Multiplikation (Arithmetic of Ova). Danach war er fünf Jahre am Institute for Advanced Study, von 1936 bis 1938 als Assistent von Hermann Weyl, dem er bei der Herausgabe von The Classical Groups half. In dieser Zeit befasste er sich vor allem mit Gruppentheorie. 1938 wurde er Instructor und 1941 Assistant Professor am Massachusetts Institute of Technology. 1941 erschien eine wichtige und einflussreiche Arbeit über Halbgruppen.  Nach Wehrdienst als Offizier im Zweiten Weltkrieg (in Europa und Washington, in dieser Zeit publizierte er nichts) lehrte er als Associate Professor an der Johns Hopkins University, was 1950 bis 1953 durch Wehrdienst im Koreakrieg unterbrochen wurde. Ab 1955 war er Professor an der Tulane University. Im Ruhestand lebte er wieder in Kalifornien.
Er war Invited Speaker auf dem Internationalen Mathematikerkongress 1950 und 1974. Er wurde 1982 Ehrendoktor der Tulane University.
Er war ein begabter Pianist, der auch komponierte.

## Schriften
- Semigroups with relative inverses, Annals of Mathematics, Band 42, 1941, S. 385–406.
- mit Gordon Bamford Preston: The algebraic theory of semigroups, 2 Bände, American Mathematical Society 1961, 1967.